# 韓ヒギョン
韓 姫璟（ハン・ヒギョン、朝鮮語: 한희경、1978年7月10日 - ）は、大韓民国の韓国放送公社 (KBS) 前 所属の気象キャスター。

## 学歴
- 1985年 〜 1991年、釜山 大平初等学校（朝鮮語版）
- 1991年 〜 1994年、影島女子中学校（朝鮮語版）
- 1994年 〜 1997年、影島女子高等学校（朝鮮語版）
- 1997年 〜 2001年、延世大学校 大気科学科 学士 (1997学番)
- 延世大学校 大学院 新聞放送学科 言論学 碩士 卒業

## 経歴
- 2000年 〜 2009年、KBS 気象キャスター

| スタブアイコン | サブスタブ | この項目は、まだ閲覧者の調べものの参照としては役立たない、人物に関連した書きかけの項目です。この項目を加筆・訂正などしてくださる協力者を求めています（P:人物伝/PJ:人物伝）。 |